# Gula kejsaren

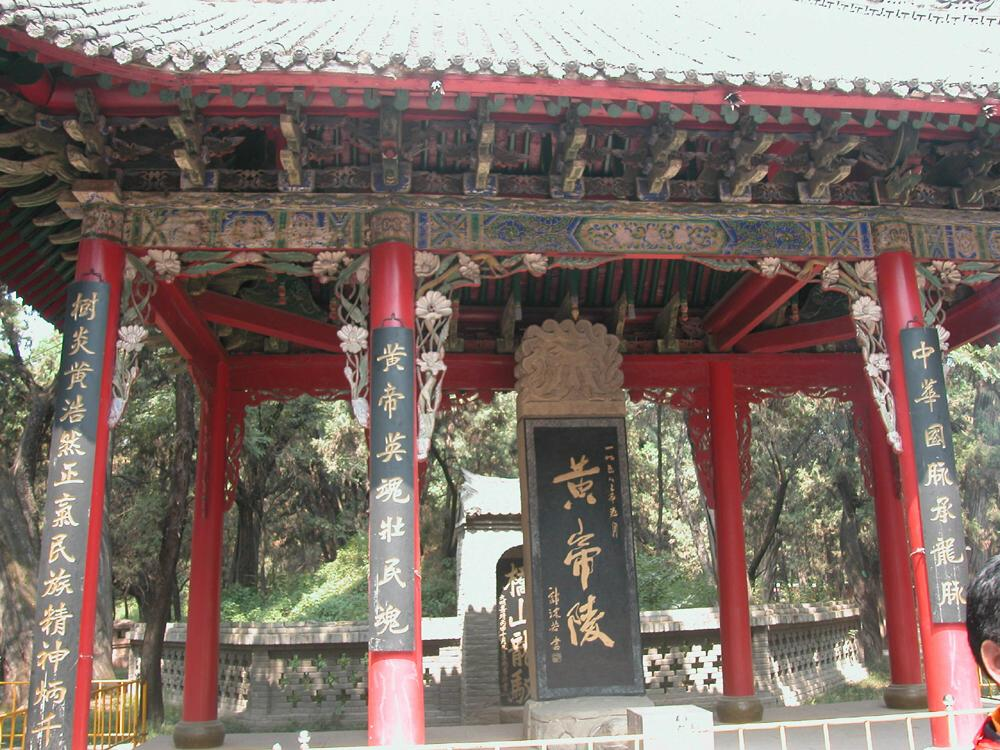
Gula kejsarens grav i Huangling i Shaanxi.

Gula kejsaren (黄帝; Huángdì) var i kinesisk mytologi en förfader till det kinesiska folket och en av tre härskare och fem kejsare.

## Legenden
Folk från Qijiakulturen i dagens Shaanxi tros ha sett Gula kejsaren som sin förfader. Ättlingar från Qijiakulturen tros även ha migrerat till södra delen av dagens Shanxi och senare grundat Xiadynastin. Även Zhoufolket, som bildade Zhoudynastin såg sig som ättlingar till Gula kejsaren. Med tiden kom Gula kejsaren att betraktas som en förfader till alla kineser.
Enligt mytologin regerade Gula kejsaren under 100 år från 2697 f.Kr. till 2598 f.Kr. och var en efterträdare till Shennong. Gula kejsaren tillskrivs flera uppfinningar såsom bronstripoden, båtar, vagnar och även kompassvagnen (指南車). Även uppfinningar såsom murbruk, pilbåge, kalendern, matematik och astrologi tillskrivs Gula kejsarens regenttid.
I texter från Handynastin beskrivs Gula kejsaren som gudomlig och att han kontrollerade blixten och åskan, och representerade det centrala himmelriket. I historiska verk såsom Guoyu, Shiben och Da Dai Liji berättas att Gula kejsaren var son till Shao Dian (少典) och Fu Bao (附寳).
Gula kejsaren var ursprungligen ledare för en av de två dominerande folkstammar som levde vid Gula flodens övre sträckningar. Gula kejsarens stam hade sitt ursprung i norra delen av dagens Shaanxi, men slog sig ner i vad som idag är Zhuolu i Hebei.
En annan ledande stam, som också hade sitt ursprung i norra Shaanxi, flyttade till dagens Shandong och styrdes av Yan Di. Juili-stammen levde i Shandong och centrala Anhui styrdes av Chi You. Juili-stammen expanderade sitt territorium, och kom i upprepade konflikter med Gula kejsaren och Yan Di. Efter att Juili-stammen besegrats av Gula kejsaren och Yan Dis allierade styrkor efter Slaget vid Zhuolu splittrades Juili-stammen i de övriga tre. Yan Di besegrades senare av Gula kejsaren efter Slaget vid Banquan (vid dagens Huailai i Hebei) varefter dess båda stammar förenades
Gula kejsaren är den första i serien av mytologiska segrande härskare. Han låg i strid med ett flertal motståndare. Nära dagens Peking stred han mot sin halvbror Chi You. Han krigade även mot förfäder till Xiongnu och i området kring dagens Zhuolu krigande han med Röda kejsaren. Striderna nämns i böcker såsom Shanhaijing, Yi Zhou Shu och Dokumentens bok, vilket indikerar att det sannolikt finns någon historiska sanning bakom. Eventuellt kan det varit krig eller enstaka slag mellan Xiafolket och nordliga stammar.
Gula kejsarens grav, Huangling 黄陵, finns i Huangling i Shaanxi.

## Namn
Gula kejsarens kinesiska namn 黃帝, 'Gula kejsaren', skrivs även ibland 皇帝, vilket i modernt språkbruk betyder just 'kejsare'. Gula kejsaren har även kallats Lord Jinyun (縉云氏) eller Dihong (帝鴻氏). Gula kejsarens förnamn var Ji, även kallad Xuanyuan.
Enligt Shiji var Gula kejsarens familjenamn Gongsun (公孫), förnamn Xuanyuan (軒轅) och han styrde över staten Youxiong (有熊). Historikern Cui Shu menar att familjenamn Gongsun är för ungt för att kunna vara korrekt och att Xuanyuan mer sannolikt är en plats (dagens Xinzheng)..
Gula kejsaren tog sig även titeln Himmelens son (天子).
| Pangu |      |      |      |      |      |  |  |          |          |          |          |          |          |  |  |               |               |               |               |               |               |
|       |      |      |      |      |      |  |  |          |          |          |          |          |          |  |  |               |               |               |               |               |               |
|       |      |      |      |      |      |  |  |          |          |          |          |          |          |  |  |               |               |               |               |               |               |
| Fuxi  | Fuxi | Fuxi | Fuxi | Fuxi | Fuxi |  |  | Shennong | Shennong | Shennong | Shennong | Shennong | Shennong |  |  | Gula kejsaren | Gula kejsaren | Gula kejsaren | Gula kejsaren | Gula kejsaren | Gula kejsaren |